# Новосілківська сільська рада (Заліщицький район)
Новосі́лківська сільська́ ра́да — адміністративно-територіальна одиниця та орган місцевого самоврядування в Заліщицькому районі Тернопільської області. Адміністративний центр — село Новосілка.

## Загальні відомості
- Територія ради: 23,26 км²
- Населення ради: 1 691 особа (станом на 2001 рік)
- Територією ради протікає річка Хромава

## Населені пункти
Сільській раді підпорядковані населені пункти:
- с. Новосілка

## Склад ради
Рада складається з 20 депутатів та голови.
- Голова ради: Ковбінька Сергій Іванович
- Секретар ради: Шевчик Михайло Іванович

### Керівний склад попередніх скликань
| Прізвище, ім'я, по батькові | Основні відомості                                                 | Дата обрання | Дата звільнення |
| --------------------------- | ----------------------------------------------------------------- | ------------ | --------------- |
| Михайлюк Михайло Богданович | Сільський голова, 1969 року народження                            | 26.03.2006   | 31.10.2010      |
| Ковбінька Сергій Іванович   | Сільський голова, 1970 року народження, освіта середня спеціальна | 31.10.2010   |                 |

Примітка: таблиця складена за даними сайту Верховної Ради України

### Депутати
За результатами місцевих виборів 2010 року депутатами ради стали:

#### За суб'єктами висування
| Суб'єкт висування | Кількість обраних депутатів | %   |
| ----------------- | --------------------------- | --- |
| Самовисування     | 20                          | 100 |

#### За округами
| № округу | Прізвище, ім'я, по батькові  | Дата визнання обраним | Освіта             | Партійна приналежність                        | Відомості про обраного депутата                      |
| -------- | ---------------------------- | --------------------- | ------------------ | --------------------------------------------- | ---------------------------------------------------- |
| 1        | Корчинська Любов Михайлівна  | 01.11.2010            | середня спеціальна | позапартійна                                  | тимчасово не працює                                  |
| 2        | Гоменюк Роман Іванович       | 01.11.2010            | середня            | позапартійний                                 | тимчасово не працює                                  |
| 3        | Губіш Василь Іванович        | 01.11.2010            | середня            | позапартійний                                 | тимчасово не працює                                  |
| 4        | Шкільнюк Ольга Миколаївна    | 01.11.2010            | середня спеціальна | член Народного Руху України                   | загальноосвітня школа І-ІІ ст. с. Новосілка, вчитель |
| 5        | Гарап'як Михайло Іванович    | 01.11.2010            | середня            | позапартійний                                 | тимчасово не працює                                  |
| 6        | Кошеланик Ганна Михайлівна   | 01.11.2010            | середня            | позапартійна                                  | Новосілківська амбулаторія, техпрацівник             |
| 7        | Лисак Іван Васильович        | 01.11.2010            | середня            | член Всеукраїнського об'єднання «Батьківщина» | тимчасово не працює                                  |
| 8        | Бойчук Василь Іванович       | 01.11.2010            | середня спеціальна | позапартійний                                 | тимчасово не працює                                  |
| 9        | Шевчик Михайло Іванович      | 01.11.2010            | середня спеціальна | член Народної партії                          | Новосілківська сільська рада, секретар               |
| 10       | Стасюк Оксана Іванівна       | 01.11.2010            | середня спеціальна | позапартійна                                  | тимчасово не працює                                  |
| 11       | Сорока Василь Іванович       | 01.11.2010            | середня спеціальна | член Народного Руху України                   | тимчасово не працює                                  |
| 12       | Процик Михайло Миколайович   | 01.11.2010            | середня            | позапартійний                                 | тимчасово не працює                                  |
| 13       | Царук Михайло Іванович       | 01.11.2010            | середня            | член Всеукраїнського об'єднання «Батьківщина» | тимчасово не працює                                  |
| 14       | Міська Богдан Васильович     | 01.11.2010            | середня спеціальна | позапартійний                                 | тимчасово не працює                                  |
| 15       | Шепітко Петро Іванович       | 01.11.2010            | вища               | позапартійний                                 | тимчасово не працює                                  |
| 16       | Войціх Михайло Іванович      | 01.11.2010            | середня            | позапартійний                                 | тимчасово не працює                                  |
| 17       | Ковбінька Василь Онуфрійович | 01.11.2010            | середня спеціальна | позапартійний                                 | Новосілківська амбулаторія, шофер                    |
| 18       | Бойчук Марія Юріївна         | 01.11.2010            | середня спеціальна | позапартійна                                  | соціальний робітник                                  |
| 19       | Мілявський Федір Іванович    | 01.11.2010            | середня            | позапартійний                                 | тимчасово не працює                                  |
| 20       | Шевчик Іван Адамович         | 01.11.2010            | середня            | член Народного Руху України                   | тимчасово не працює                                  |